# Numicia culta
Numicia culta är en insektsart som beskrevs av Melichar 1914. Numicia culta ingår i släktet Numicia och familjen Tropiduchidae. Inga underarter finns listade i Catalogue of Life.